# جوش كونستابل
جوش كونستابل (بالإنجليزية: Josh Constable)‏ هو متركمج أسترالي، ولد في 1980 في Noosa Heads, Queensland ‏ في أستراليا.

## وصلات خارجية
- جوش كونستابل على موقع الرابطة العالمية لركوب الأمواج (الإنجليزية)